# Karen Morley
Karen Morley (* 12. Dezember 1909 in Ottumwa, Iowa; † 8. März 2003 in Woodland Hills, Kalifornien; eigentlich Mildred Linton) war eine US-amerikanische Schauspielerin.

## Leben
Karen Morley lebte bis zu ihrem 13. Lebensjahr in Ottumwa, Iowa, und zog mit ihrer Familie nach Los Angeles, wo sie die Hollywood High School besuchte. Nach der Schule studierte sie zunächst Medizin, kam dann aber über Theaterkurse zur Schauspielerei. Sie brach das Studium ab und begann eine Schauspielausbildung am Pasadena Playhouse. Regisseur Clarence Brown entdeckte sie für den Film, als er Probenersatz für Greta Garbo suchte. Ihren ersten Auftritt hatte sie 1931 in seinem Film Yvonne. Morley erhielt daraufhin einen Vertrag bei Metro-Goldwyn-Mayer und wurde unter die WAMPAS Baby Stars des Jahres 1931 gewählt. 
1932 wurde sie von Howard Hughes für die Rolle der „Poppy“ in Scarface ausgewählt, einer ihrer aus heutiger Sicht noch bekanntesten Filme. Morleys Karriere entwickelte sich in der Folge vielversprechend mit einer Vielzahl von großen Filmrollen, darunter ein Auftritt als Frau eines untreuen Arztes in George Cukors Dinner um acht. 1934 kam es jedoch zum Bruch mit MGM. Im selben Jahr drehte sie mit King Vidor, der sie mit der Hauptrolle in seinem New Deal-Propagandafilm Unser tägliches Brot betraute. Sie spielte ab dieser Zeit nur in wenigen Filmen, da es zu dieser Zeit ohne die Unterstützung eines großen Filmstudios unmöglich war, eine Karriere als Filmstar zu machen. 1940 war sie wieder bei MGM in deren Verfilmung von Stolz und Vorurteil zu sehen, allerdings nur in einer Nebenrolle. Anfang der 1940er-Jahre spielte sie in drei Broadway-Produktionen. Im Verlauf dieses Jahrzehnts spielte sie vorrangig in wenig bedeutsamen B-Filmen.
Karen Morley war politisch links und engagierte sich stark in der Schauspielgewerkschaft Screen Actors Guild. Während der McCarthy-Ära Anfang der 1950er-Jahre wurde Morley vom Schauspieler Robert Taylor, einem Mitglied der antikommunistischen Motion Picture Alliance for the Preservation of American Ideals, als Kommunistin denunziert. 1952 wurden Morley und ihr Ehemann Lloyd Gough vor das Komitee für unamerikanische Umtriebe geladen. Die Schauspielerin verweigerte die Aussage zu der Frage, ob sie jemals Mitglied der Kommunistischen Partei der USA gewesen sei, was das endgültige Aus ihrer Hollywood-Karriere bedeutete. 1954 kandidierte sie erfolglos für die sozialdemokratische American Labor Party für ein Amt im Bundesstaat New York. Später arbeitete Morley nur noch gelegentlich als Schauspielerin und hatte in den 1970ern Gastauftritte in drei Fernsehserien.
Karen Morley war von 1932 bis 1943 mit dem Regisseur Charles Vidor verheiratet. Ihr gemeinsamer Sohn Michael Karoly wurde 1933 geboren. Nach der Trennung von Vidor heiratete sie 1943 den Schauspieler Lloyd Gough, mit dem sie bis zu dessen Tod 1984 verheiratet war. 1999 wurde Morley hochbetagt auf dem San Francisco International Film Festival für ihr Lebenswerk geehrt. Sie verstarb 2003 im Alter von 93 Jahren an einer Lungenentzündung.

## Filmografie (Auswahl)
- 1931: Yvonne (Inspiration)
- 1931: Laughing Sinners
- 1931: Die Sünde der Madelon Claudet (The Sin of Madelon Claudet)
- 1931: Mata Hari
- 1931: Das Mädel aus Havanna (The Cuban Love Song)
- 1932: Der schöne Karl (Downstairs)
- 1932: Arsene Lupin, der König der Diebe (Arsene Lupin)
- 1932: Are You Listening?
- 1932: Scarface
- 1932: The Washington Masquerade
- 1932: The Phantom of Crestwood
- 1932: Die Maske des Fu-Manchu (The Mask of Fu Manchu)
- 1932: Ring frei für die Liebe (Flesh)
- 1933: Zwischen heut und morgen (Gabriel Over the White House)
- 1933: Dinner um acht (Dinner at Eight)
- 1934: Unser tägliches Brot (Our Daily Bread)
- 1934: Wednesday’s Child
- 1935: In blinder Wut (Black Fury)
- 1935: Der kleinste Rebell (The Littlest Rebel)
- 1936: Geliebter Rebell (Beloved Enemy)
- 1937: Geächtet (Outcast)
- 1938: Die goldene Peitsche (Kentucky)
- 1940: Stolz und Vorurteil (Pride and Prejudice)
- 1945: Jealousy
- 1946: The Unknown
- 1947: Abgekartetes Spiel (Framed)
- 1951: M
- 1953: Im Sattel geboren (Born to the Saddle)
- 1973: Kung Fu (Fernsehserie, Folge 1x09)
- 1973: Einsatz in Manhattan (Kojak, Fernsehserie, Folge 1x04)
- 1975: Make-Up und Pistolen (Police Woman, Fernsehserie, Folge 1x14)